# Reinhold Blomberg
Axel Gustaf Reinhold Blomberg, född 29 maj 1877 i Svanshals församling, Östergötlands län, död 26 augusti 1947 i Vimmerby stadsförsamling, Kalmar län, var en svensk entreprenör, tidningsman och politiker. Han var chefredaktör för Vimmerby Tidning.

## Biografi
Blomberg var son till godsförvaltaren Axel Blomberg och Berta Skarin samt bror till Henrik Blomberg. Han var elev vid Strängnäs högre allmänna läroverk 1889–1895 och hade examen från lantbruksinstitut, mejeriskola och torvskolans högre avdelning.
Han hade ett jordbruk av större format samt affär på gården Malms i Hellvi socken på Gotland. Efter missväxt och brand flyttade Blomberg till Södra Vi där han köpte en snickerifabrik.
År 1913 köpte han Vimmerby Tidning med tryckeri och från samma år gav han även ut Kinda-Posten, Hultsfreds-Posten och Tjust Tidning. Som skribent använde han signaturen R. Bg. Han var chefredaktör för Vimmerby Tidning fram till 1939. Han var också en framgångsrik affärsman, handlade med fastigheter och ägde Wimmerby Cementfabrik.
Han var medlem i Publicistklubben (från 1922) och Tidningsutgivarna. Blomberg var också politiskt aktiv för högerpartiet och satt i Vimmerby stadsfullmäktige under tre valperioder. Han utgav Minnen, Släkterna Blomberg-Skarin 1931.

## Privatliv
Reinhold Blomberg gifte sig första gången 1902 med Elvira Bergström (1878–1919), dotter till lantbrukare M.P. Bergström i Tingstäde socken och Maria Gardell. De fick barnen Oskar (1903–1989), Berta (1905–1989), Anna (1907–2002), Karl Gustaf (1910–1928), Dagmar (1911–2002), Sture (1912–1989) och Åke (1914–1999).
Andra gången var han gift 1920–1927 med Olivia Frölund (1883–1962) och paret fick dottern Märta Vivan (född och död 1920). I ett förhållande med sedermera författaren Astrid Lindgren (1907–2002), då Ericsson, som hade arbetat på hans tidning, fick han sonen Lars Lindgren (1926–1986), som i efterhand fick status som trolovningsbarn och därmed arvsrätt efter sin far.
Han gifte sig tredje gången 1928 med Cläre Altenpohl (1897–1991), dotter till fabrikören Ernst Altenpohl, Solingen-Ohligs, och Clara Klophaus. De fick barnen Axel (1929–2015), Carl-Gustaf (1931–1936), Gösta (1934–2024) och Bengt Ture Hubertus (1937–1988).
Reinhold Blomberg är jämte tre av barnen och sista hustrun begravd på Vimmerby kyrkogård.